# Los tallos amargos
Los tallos amargos és una pel·lícula argentina de 1956, dirigida per Fernando Ayala, protagonitzada per Carlos Cores i Aída Luz, amb música d'Astor Piazzolla. Estrenada a Buenos Aires el 21 de juny de 1956. Guanyadora del Premi Cóndor de Plata a la millor pel·lícula de 1957. El guió és de Sergio Leonardo sobre la novel·la homònima d'Adolfo Jasca que havia guanyat el premi Emecé i algunes de les escenes van ser rodades en l'estació Ituzaingó. La fotografia realitzada per Ricardo Younis ha estat considerada com una de les millors fotografies cinematogràfiques de la història del cinema mundial.
En una enquesta del 2022 de les 100 millors pel·lícules del cinema argentí presentada al Festival Internacional de Cinema de Mar del Plata, la pel·lícula va aconseguir el lloc 42.

## Sinopsi
Al protagonista, un periodista, li ofereixen fer un negoci que li deixarà diners fàcils estafant gent per correu. Al principi tot sembla de somni, però després començaran les sospites.

## Fotografia: entre les millors de la història
L'any 2000, la revista American Cinematographer, reconeguda com la millor en matèria de fotografia de cinema, va realitzar una enquesta que va reconèixer Los tallos amargos com un dels millors treballs de fotografia cinematogràfica de la història, situant-la en el posat Núm. 49. El reconeixement recau especialment sobre Ricardo Younis, encarregat directe d'aquesta.
Younis havia estudiat fotografia amb Gregg Toland, qui va ser considerat per la mateixa enquesta com a autor de la millor fotografia cinematogràfica de la història, a Ciutadà Kane (1943), amb direcció d'Orson Welles.

## Actors
- Carlos Cores (Alfredo Gasper)
- Aída Luz (Elena)
- Julia Sandoval (Susana)
- Vassili Lambrinos (Paar Liudas)
- Bernardo Perrone (Andreani)
- Virginia Romay (Madre de Alfredo)
- Gilda Lousek (Esther Gasper)
- Pablo Moret (Jarvis Liudas)
- Alfonso Pisano (Chávez)
- Jorge Villoldo (José)
- Jorge Hilton (Hombre en redacción)
- Otto Weber (Noriega)
- Carmen Giménez (Dueña de pensión)
- Adolfo Linvel (Editor)

## Premis
- Premi Cóndor de Plata a la millor pel·lícula (1957)